# Мазарак
Мазарак (кат. Masarac) - муніципалітет, розташований в Автономній області Каталонія, в Іспанії. Знаходиться у районі (кумарці) Ал Ампурда провінції Жирона, згідно з новою адміністративною реформою перебуватиме у складі Баґарії Жирона.

## Населення
Населення міста (у 2007 р.) становить 269 осіб (з них менше 14 років - 11,9%, від 15 до 64 - 63,2%, понад 65 років - 24,9%). У 2006 р. народжуваність склала 3 особи, смертність - 5 осіб, зареєстровано 0 шлюбів. У 2001 р. активне населення становило 110 осіб, з них безробітних - 5 осіб.

Серед осіб, які проживали на території міста у 2001 р., 226 народилися в Каталонії (з них 184 особи у тому самому районі, або кумарці), 8 осіб приїхало з інших областей Іспанії, а 7 осіб приїхало з-за кордону. 

Університетську освіту має 7,3% усього населення. 

У 2001 р. нараховувалося 79 домогосподарств (з них 19% складалися з однієї особи, 24,1% з двох осіб,19% з 3 осіб, 20,3% з 4 осіб, 11,4% з 5 осіб, 3,8% з 6 осіб, 0% з 7 осіб, 2,5% з 8 осіб і 0% з 9 і більше осіб).

Активне населення міста у 2001 р. працювало у таких сферах діяльності : у сільському господарстві - 32,4%, у промисловості - 6,7%, на будівництві - 10,5% і у сфері обслуговування - 50,5%. 

 У муніципалітеті або у власному районі (кумарці) працює 51 особа, поза районом - 67 осіб.

### Безробіття
У 2007 р. нараховувалося 4 безробітних (у 2006 р. - 3 безробітних), з них чоловіки становили 50%, а жінки - 50%.

## Економіка

### Підприємства міста

#### Промислові підприємства
| \| Промислові підприємства міста, за сферою діяльності \| Промислові підприємства міста, за сферою діяльності \| Промислові підприємства міста, за сферою діяльності \| \| Рік \| 2002 р. \| 2001 р. \| \| --------------------------------------------------- \| --------------------------------------------------- \| --------------------------------------------------- \| \| Енергетичні та водні ресурси \| 25% \| 25% \| \| Хімія та метали \| 0% \| 0% \| \| Переробка металів \| 25% \| 25% \| \| Продукти харчування \| 50% \| 50% \| \| Текстиль \| 0% \| 0% \| \| Виробництво меблів, видання \| 0% \| 0% \| \| Інше \| 0% \| 0% \| \| Усього підприємств \| 4 \| 4 \| |         |         |
| Промислові підприємства міста, за сферою діяльності |         |         |
| Рік | 2002 р. | 2001 р. |
| Енергетичні та водні ресурси | 25%     | 25%     |
| Хімія та метали | 0%      | 0%      |
| Переробка металів | 25%     | 25%     |
| Продукти харчування | 50%     | 50%     |
| Текстиль | 0%      | 0%      |
| Виробництво меблів, видання | 0%      | 0%      |
| Інше | 0%      | 0%      |
| Усього підприємств | 4       | 4       |

#### Роздрібна торгівля
| \| Підприємства роздрібної торгівлі міста, за сферою діяльності \| Підприємства роздрібної торгівлі міста, за сферою діяльності \| Підприємства роздрібної торгівлі міста, за сферою діяльності \| \| Рік \| 2002 р. \| 2001 р. \| \| ------------------------------------------------------------ \| ------------------------------------------------------------ \| ------------------------------------------------------------ \| \| Продукти харчування \| 100% \| 100% \| \| Одяг та взуття \| 0% \| 0% \| \| Товари для дому \| 0% \| 0% \| \| Книги та періодичні видання \| 0% \| 0% \| \| Промислова хімічна продукція \| 0% \| 0% \| \| Продукція, пов'язана з транспортними засобами \| 0% \| 0% \| \| Інше \| 0% \| 0% \| \| Усього підприємств \| 2 \| 2 \| |         |         |
| Підприємства роздрібної торгівлі міста, за сферою діяльності |         |         |
| Рік | 2002 р. | 2001 р. |
| Продукти харчування | 100%    | 100%    |
| Одяг та взуття | 0%      | 0%      |
| Товари для дому | 0%      | 0%      |
| Книги та періодичні видання | 0%      | 0%      |
| Промислова хімічна продукція | 0%      | 0%      |
| Продукція, пов'язана з транспортними засобами | 0%      | 0%      |
| Інше | 0%      | 0%      |
| Усього підприємств | 2       | 2       |

#### Сфера послуг
| \| Підприємства міста, що працюють у сфері послуг, за діяльністю \| Підприємства міста, що працюють у сфері послуг, за діяльністю \| Підприємства міста, що працюють у сфері послуг, за діяльністю \| \| Рік \| 2002 р. \| 2001 р. \| \| ------------------------------------------------------------- \| ------------------------------------------------------------- \| ------------------------------------------------------------- \| \| Гуртова торгівля \| 33,3% \| 50% \| \| Готелі та готельний бізнес \| 16,7% \| 25% \| \| Транспорт та зв'язок \| 0% \| 0% \| \| Посередницькі фінансові послуги \| 0% \| 0% \| \| Послуги підприємствам \| 0% \| 0% \| \| Послуги фізичним особам \| 16,7% \| 25% \| \| Нерухомість та ін. \| 33,3% \| 0% \| \| Усього підприємств \| 6 \| 4 \| |         |         |
| Підприємства міста, що працюють у сфері послуг, за діяльністю |         |         |
| Рік | 2002 р. | 2001 р. |
| Гуртова торгівля | 33,3%   | 50%     |
| Готелі та готельний бізнес | 16,7%   | 25%     |
| Транспорт та зв'язок | 0%      | 0%      |
| Посередницькі фінансові послуги | 0%      | 0%      |
| Послуги підприємствам | 0%      | 0%      |
| Послуги фізичним особам | 16,7%   | 25%     |
| Нерухомість та ін. | 33,3%   | 0%      |
| Усього підприємств | 6       | 4       |

## Житловий фонд
У 2001 р. 1,3% усіх родин (домогосподарств) мали житло метражем до 59 м², 13,9% - від 60 до 89 м², 30,4% - від 90 до 119 м² і
54,4% - понад 120 м².

З усіх будівель у 2001 р. 10,4% було одноповерховими, 82,1% - двоповерховими, 7,5
% - триповерховими, 0% - чотириповерховими, 0% - п'ятиповерховими, 0% - шестиповерховими,
0% - семиповерховими, 0% - з вісьмома та більше поверхами.

## Автопарк
| \| Автомобілі, зареєстровані у місті, за призначенням \| Автомобілі, зареєстровані у місті, за призначенням \| Автомобілі, зареєстровані у місті, за призначенням \| \| Рік \| 2006 р. \| 2005 р. \| \| -------------------------------------------------- \| -------------------------------------------------- \| -------------------------------------------------- \| \| Приватні автомобілі \| 56,1% \| 55,1% \| \| Мотоцикли \| 9,9% \| 10,2% \| \| Вантажівки \| 29,8% \| 32,2% \| \| Трактори \| 0% \| 0% \| \| Автобуси та ін. \| 4,2% \| 2,5% \| \| Усього автомобілів \| 262 шт. \| 236 шт. \| |         |         |
| Автомобілі, зареєстровані у місті, за призначенням |         |         |
| Рік | 2006 р. | 2005 р. |
| Приватні автомобілі | 56,1%   | 55,1%   |
| Мотоцикли | 9,9%    | 10,2%   |
| Вантажівки | 29,8%   | 32,2%   |
| Трактори | 0%      | 0%      |
| Автобуси та ін. | 4,2%    | 2,5%    |
| Усього автомобілів | 262 шт. | 236 шт. |

## Вживання каталанської мови
У 2001 р. каталанську мову у місті розуміли 100% усього населення (у 1996 р. - 99,6%), вміли говорити нею 90,3% (у 1996 р. - 
97,1%), вміли читати 87,8% (у 1996 р. - 80,8%), вміли писати 52,1
% (у 1996 р. - 44,5%). Не розуміли каталанської мови 0%.

## Політичні уподобання
У виборах до Парламенту Каталонії у 2006 р. взяло участь 145 осіб (у 2003 р. - 156 осіб). Голоси за політичні сили розподілилися таким чином:
| \| Вибори до Парламенту Каталонії \| Вибори до Парламенту Каталонії \| Вибори до Парламенту Каталонії \| \| Рік \| 2006 р. \| 2003 р. \| \| -------------------------------------- \| ------------------------------ \| ------------------------------ \| \| Конвергенція та Єднання (CiU) \| 57,9% \| 50,6% \| \| Соціалістична партія Каталонії (PSC) \| 8,3% \| 15,4% \| \| Народна партія (PP) \| 7,6% \| 5,1% \| \| Ініціатива за зелену Каталонію (IC) \| 9,7% \| 3,8% \| \| Республіканська лівиця Каталонії (ERC) \| 12,4% \| 23,1% \| \| Громадянська партія (C's) \| 0% \| 0% \| \| Інші \| 4,1% \| 1,9% \| |         |         |
| Вибори до Парламенту Каталонії |         |         |
| Рік | 2006 р. | 2003 р. |
| Конвергенція та Єднання (CiU) | 57,9%   | 50,6%   |
| Соціалістична партія Каталонії (PSC) | 8,3%    | 15,4%   |
| Народна партія (PP) | 7,6%    | 5,1%    |
| Ініціатива за зелену Каталонію (IC) | 9,7%    | 3,8%    |
| Республіканська лівиця Каталонії (ERC) | 12,4%   | 23,1%   |
| Громадянська партія (C's) | 0%      | 0%      |
| Інші | 4,1%    | 1,9%    |

У муніципальних виборах у 2007 р. взяло участь 172 особи (у 2003 р. - 155 осіб). Голоси за політичні сили розподілилися таким чином:
| \| Муніципальні вибори \| Муніципальні вибори \| Муніципальні вибори \| \| Рік \| 2007 р. \| 2003 р. \| \| -------------------------------------- \| ------------------- \| ------------------- \| \| Конвергенція та Єднання (CiU) \| 45,9% \| 64,5% \| \| Соціалістична партія Каталонії (PSC) \| 54,1% \| 34,8% \| \| Народна партія (PP) \| 0% \| 0,6% \| \| Ініціатива за зелену Каталонію (IC) \| 0% \| 0% \| \| Республіканська лівиця Каталонії (ERC) \| 0% \| 0% \| \| Громадянська партія (C's) \| 0% \| 0% \| \| Інші \| 0% \| 0% \| |         |         |
| Муніципальні вибори |         |         |
| Рік | 2007 р. | 2003 р. |
| Конвергенція та Єднання (CiU) | 45,9%   | 64,5%   |
| Соціалістична партія Каталонії (PSC) | 54,1%   | 34,8%   |
| Народна партія (PP) | 0%      | 0,6%    |
| Ініціатива за зелену Каталонію (IC) | 0%      | 0%      |
| Республіканська лівиця Каталонії (ERC) | 0%      | 0%      |
| Громадянська партія (C's) | 0%      | 0%      |
| Інші | 0%      | 0%      |